# Afon Cynon
Afon Cynon är ett vattendrag i Storbritannien.   Det ligger i riksdelen Wales, i den södra delen av landet, 230 km väster om huvudstaden London.